# Volvulina
A Volvulina a valódi zöldmoszatok törzsének egy nemzetsége, mely a Chlorophyceae osztályba, a Volvocales rendbe és a Volvocaceae családba tartozik.

## Leírás
Az alga kolóniái kissé ellipszoid vagy gömb alakúak és meghatározott számú, rendszerint 16, ritkábban 4, 8 vagy 32 sejtből állnak. A sejtek a cönóbium felszínén helyezkednek el, egymástól elkülönülve és a felfújt kocsonyazsákba ágyazva. Az érett sejtek lencse vagy félgömb alakúak, s két ostorral rendelkeznek. A kloroplasztisz csésze vagy tál alakú, a pirenoidok nem mindig vannak jelen, a szemfolt nagy. A sejtmag középen helyezkedik el, körülötte 4-8 lüktető vakuólum található. Az ivartalan szaporodás autokolónia-képzéssel történik, ahol minden sejt egy leánykolóniává fejlődik. Az ivaros szaporodás izogámiával történik, ahol a kolóniából kilökődő izogaméták tüskés vagy sima sejtfalú aplanozigótává érnek.